# Pauls de Sasa
Pour les articles homonymes, voir Sasa (homonymie).
Pauls de Sasa (en castillan : Paúles de Sarsa) est un village de la province de Huesca, situé à environ dix kilomètres au sud-ouest de la ville d'Aínsa-Sobrarbe, auquel il est rattaché administrativement, dans le Sobrarbe. Il comptait 30 habitants en 2005. 

## Mégalithisme
Deux dolmens se trouvent à proximité du village :
- Le dolmen de La Capilleta[1].
- Le Dolmen de Pueyoril.